# Echites candelarianus
Echites candelarianus är en oleanderväxtart som beskrevs av J.F.Morales. Echites candelarianus ingår i släktet Echites och familjen oleanderväxter. Inga underarter finns listade i Catalogue of Life.